# Purnia

Purnia ou Purnea est une ville et une municipalité du district de Purnia dans l'État du Bihar en Inde.

## Géographie
Purnia et les terres environnantes, se trouve dans la plaine alluviale du Gange.

## Transports
La ville possède une base aérienne et une gare ferroviaire.

## Économie
Purnia était autrefois un florissant centre de production de jute.
La ville est le centre agricole de la région environnante. Les sols alluviaux, irrigués par les fleuves Kosi et Mahânadî, sont particulièrement adaptés à la culture du riz. Les autres cultures sont les pommes de terre, le blé, les pois chiches, les poivrons, les piments, le maïs, les lentilles, l'orge, la canne à sucre, le tabac et le haricot mungo.